# Soremelés
A soremelés egy megjelenítési funkció és az azt kiváltó vezérlőkarakter megnevezése. Használatával az utána következő  karakterek egy újabb sorban jelennek meg. A programozási nyelvek "új sor" \n jele is azonos feladatot lát el. 

## Alkalmazása
A bekezdésjeltől  eltérően nem jelenti egy magasabb rendű szerkesztési vagy formázási egység kezdetét. Szövegszerkesztő alkalmazásokban bekezdésen belül új sor kezdéséhez  a SHIFT+ENTER billentyűkombinációt kell ütni. 
C0 és C1 vezérlőkódokban ^J , LF illetve NL vagy 	NEL azonosítóval szerepel. ASCII értéke 10 vagy 0x0A, Unicode értéke  133 vagy 0x85.

## Története
Eredetileg a távíró berendezések Morze-kódolói adták a karakterkészlethez hogy a folyó szövegben töréseket hozhassanak létre, az üzenetet szalag helyett lapra nyomtatva. Ezzel megnyitották az utat a modern telex és fax berendezések előtt.
Az elektromechanikus megjelenítők (teletype), nyomtatók és néhány terminál-emulátor a kurzort egy sorral lejjebb állítják, a soron belüli pozíciót változatlanul hagyva. A Unix mint sorvég-jelzést használja. 
A kocsi vissza/soremelés – carriage return/line feed – párosítást használja a CP/M-80 és a belőle kinőtt rendszerek, egészen a DOS-ig, valamint a Windows, az alkalmazási réteg és a protokollok, mint például a HyperText Transfer Protocol (HTTP)